# Dürrholzer Kreuz
Das Dürrholzer Kreuz ist ein 719 m ü. A. hoher Gebirgspass im südlichen Niederösterreich.

## Lage und Verlauf
Die Passstraße L132 beginnt südlich von Kleinzell in der Rotte Hölle, führt über die Passhöhe, weiter nach Ramsau und endet in Hainfeld.
Auf der Passhöhe befand sich das namensgebende Dürrholzer Kreuz, das ein Bauer errichtet haben soll, nachdem er von Wölfen verschont worden war. Später hat Julius Meinl dieses Kreuz in die Kurve zwischen Unter- und Oberfalbental (den heutigen Annental) versetzen lassen und an der Stelle des Kreuzes eine Kapelle errichtet.
Über den Pass führt der Voralpenweg (Weitwanderweg 04). 

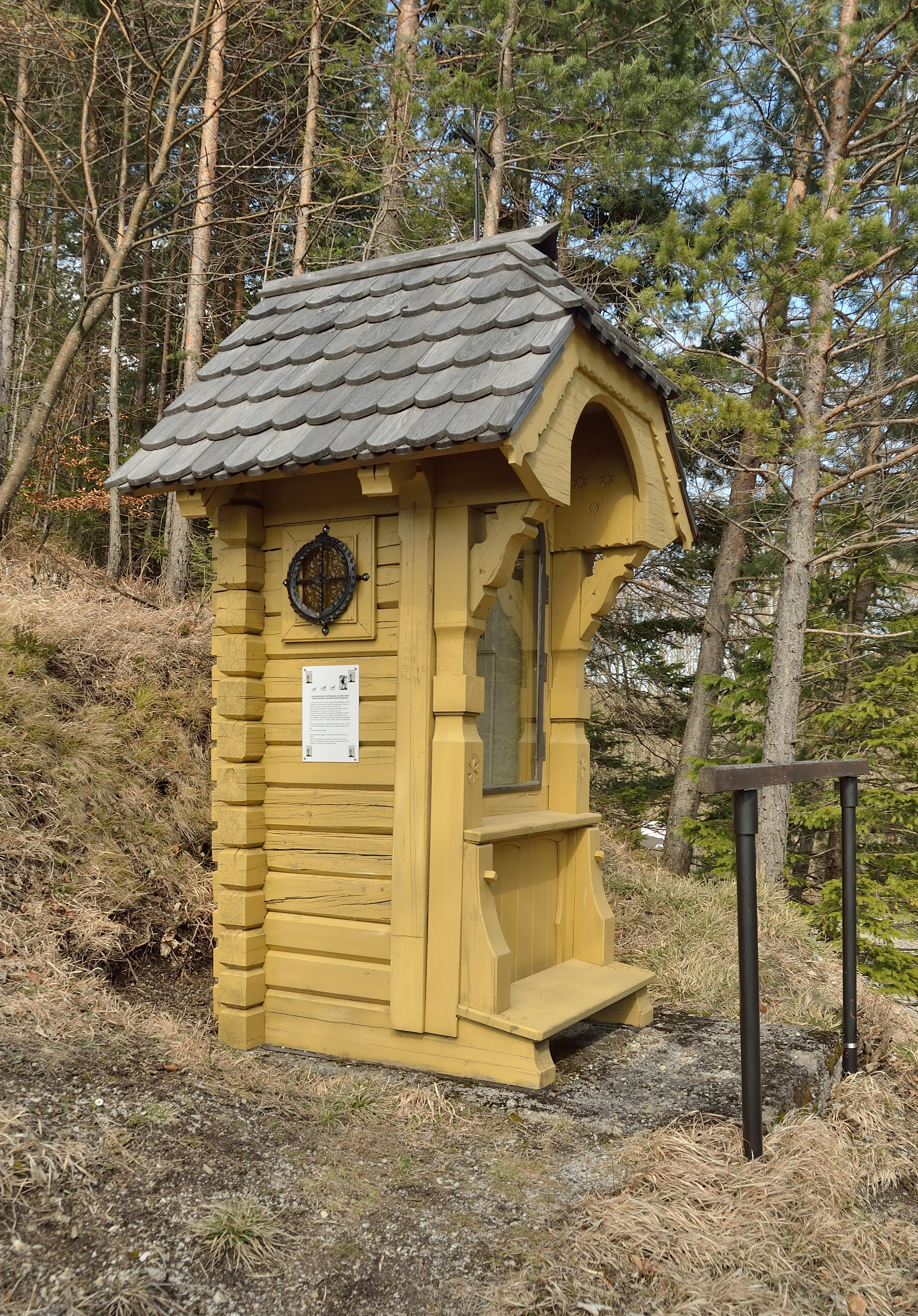
Wegkapelle, von Julius Meinl gestiftet